# Râul Hotarul, Cormoș
Râul Hotarul este un afluent al râului Cormoș. 

## Hărți
- Harta județului Covasna
- Harta Munții Bodoc-Baraolt  Arhivat în 29 ianuarie 2014, la Wayback Machine.